# 奥紗瑛子
奥 紗瑛子（おく さえこ、1992年8月20日 - ）は、日本の女性声優。埼玉県出身。AIR AGENCY所属。

## 略歴
声優になろうと思ったきっかけは歌や芝居が大好きで、自身の好きなことを仕事にしようと思ったことから。
専門学校ESPパフォーマンスビレッジ、AIR AGENCY声優養成所卒業。

## 人物
趣味には映画鑑賞、ドライブ、料理をそれぞれ挙げている。特技には歌、ダンスをそれぞれ挙げている。

## 出演
太字はメインキャラクター。

### テレビアニメ
- あんさんぶるスターズ!（2019年、観客、生徒）
- Lapis Re:LiGHTs（2020年、ミルフィーユ[5]）

### ゲーム
- ゴクジョッ。奪!パンツこれくしょん（2016年）
- 蒼穹のスカイガレオン（2016年）
- 幻獣姫（2016年、アリエス）
- あくしず戦姫（2019年、ウェリントン、Il2シュトルモヴィク、千歳）
- キングスレイド（2020年、イソレット）
- ラピスリライツ 〜この世界のアイドルは魔法が使える〜（2021年、ミルフィーユ[6]）
- BLUE REFLECTION SUN/燦（2023年、生駒彩未[7]）

### デジタルコミック
- フェンリル母さんとあったかご飯＠COMIC（2020年、クレアーナ[8]）

### テレビ番組
※はインターネット配信。
- supernovaのミル・クッキング♡（2020年、YouTube※）

## ディスコグラフィ

### キャラクターソング
| 発売日         | 商品名                           | 歌                       | 楽曲                  | 備考                                                                |
| -------------- | -------------------------------- | ------------------------ | --------------------- | ------------------------------------------------------------------- |
| 2020年2月5日   | START the MAGIC HOUR             | supernova                | 「Trinity」 「RISE」  | ゲーム『ラピスリライツ 〜この世界のアイドルは魔法が使える〜』関連曲 |
| 2020年7月8日   | 私たちのSTARTRAIL/プラネタリウム | ラピスリライツ・スターズ | 「私たちのSTARTRAIL」 | テレビアニメ『Lapis Re:LiGHTs』オープニングテーマ                   |
| 2020年12月23日 | SKY FULL of MAGIC                | supernova                | 「アオノショウドウ」  | テレビアニメ『Lapis Re:LiGHTs』挿入歌                               |
| 2020年12月23日 | SKY FULL of MAGIC                | supernova                | 「Rainy Mint」        | ゲーム『ラピスリライツ 〜この世界のアイドルは魔法が使える〜』関連曲 |
| 2020年12月23日 | SKY FULL of MAGIC                | ラピスリライツ・スターズ | 「私の名は、光。」    | ゲーム『ラピスリライツ 〜この世界のアイドルは魔法が使える〜』関連曲 |
| 2022年10月26日 | Everlasting Magic                | supernova                | 「Vivid Cosmos」      | ゲーム『ラピスリライツ 〜この世界のアイドルは魔法が使える〜』関連曲 |

### ユニットメンバー
1. 1 2 3  ユエ（桜木夕）、ミルフィーユ（奥紗瑛子）、フィオナ（伊藤はるか）
2. 1 2  ティアラ（安齋由香里）、ロゼッタ（久保田梨沙）、ラヴィ（向井莉生）、アシュレイ（佐伯伊織）、リネット（山本瑞稀）、アンジェリカ（雨宮夕夏）、ルキフェル（松田利冴）、ナデシコ（本泉莉奈）、ツバキ（鈴木亜理沙）、カエデ（大野柚布子）、ラトゥーラ（早瀬雪未）、シャンペ（広瀬世華）、メアリーベリー（赤尾ひかる）、エミリア（星乃葉月）、あるふぁ（嶺内ともみ）、サルサ（篠原侑）、ガーネット（中山瑶子）、ユエ（桜木夕）、ミルフィーユ（奥紗瑛子）、フィオナ（伊藤はるか）